# Szlif kaboszonowy

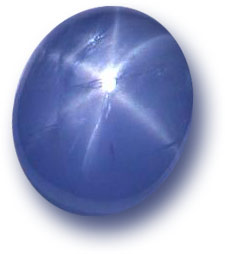
Szafir gwiaździsty o szlifie kaboszonowym

Szlif kaboszonowy, szlif gładki (fr. cabochon – główka od szpilki) – najwcześniejsza forma szlifowania kamienia. Szlif ten nie posiada fasetek, czyli ścianek, ani ostrych krawędzi. Jest obły, o zaokrąglonych ściankach.
Wyróżnia się następujące „rodzaje kaboszonów”:
- pojedynczy – dolna część kamienia, która stanowi jego spód, jest płaska
- podwójny czyli wypukły – obie części, tj. powierzchnia górna i dolna kamienia, są wypukłe. Wypukłość części górnej jest najczęściej większa.
- soczewkowaty (soczewicowaty) – obie części kamienia (górna i dolna) mają jednakową wypukłość
- wysoki – górna część kamienia jest bardzo wypukła
- prosty
- płaski
- wypukło-wklęsły – dolna część kamienia, która stanowi jego spód, jest wydrążona (wklęsła)

Zarysy w ten sposób wyciętych kamieni mogą być:
- koliste
- eliptyczne
- owalne

Szlify kaboszonowe są stosowane przede wszystkim w kamieniach wykazujących migotliwość (efekt kociego oka) np. migotliwe odmiany kwarcu, grę barw np. labrador, opalescencję np. opal, asteryzm np. rubin, szafir.
W ten sposób szlifuje się też kamienie o charakterystycznych plamkach, np. niektóre granaty, turkusy, turmaliny oraz kamienie bardzo ciemne – nadaje im się szlif kaboszonowy wklęsło-wypukły, zmniejszając grubość kamienia. W ten sposób kamień uzyskuje jaśniejszą barwę.
Zastosowanie kaboszonów jest wszechstronne: do pierścionków, broszek, naszyjników i przywieszek.

## Literatura
- Kazimierz Maślankiewicz: Kamienie szlachetne. Wyd. 3 popr. i uzup. Warszawa: Wydawnictwo Geologiczne, 1982. Brak numerów stron w książce